# 인더루프
인더루프는 대한민국의 음악 그룹이다. 2016년 싱글 《속삭임》으로 데뷔했다.

## 음반
- 속삭임 (2016)
- 가끔 (2016)